# Great Valley (New York)
Great Valley est une ville située dans le comté de Cattaraugus, dans l' État de New York, aux États-Unis,. En 2010, elle comptait une population de 1 997 habitants, estimée au 1er juillet 2021 à 1 977 habitants.

## Démographie
Lors du recensement de 2020, la ville comptait une population de 1 997 habitants. Elle est estimée, en 2021, à 1 977 habitants.